# Nacka HK
Le Nacka HK est un club de hockey sur glace de Nacka en Suède. Il évolue en Division 1, le troisième échelon suédois.

## Historique
Le club est créé en 1906 sous le nom de Nacka SK. En 1976, il fusionne avec le NSA-76 et est renommé Nacka HK.

## Palmarès
- Aucun titre.